# Chohreh Feyzdjou
Chohreh Feyzdjou, née le 5 octobre 1955 à Téhéran et morte le 22 février 1996 à Paris, est une artiste iranienne.

## Biographie
Chohreh Feyzdjou naît et grandit à Téhéran dans une famille intellectuelle et juive, en exil. En 1975, Elle s’installe à Paris, pour poursuivre ses études à l’École nationale supérieure des beaux-arts. Elle s’initie à la Kabbale et au soufisme. Son travail est marqué par la mémoire, l'exil, le commerce et le lien ambivalent entre l'art et le marché de l'art.
Au début des années 1990, elle rassemble des objets appartement à son passé ou à son atelier. Elle inventorie, classe, range, met dans des caisse, archive tous ces objets qu'elle recouvre d'une couche plus ou moins épaisse de pigment noir. À partir de 1992, elle présente ses œuvres comme des vestiges et dans un amoncellement de marchandises propre à des objets de bazar, tout en évoquant un monde post-apocalyptique.
Sa critique sociale et culturelle est radicale. En 1994, elle inhume dans le parc du musée Kröller-Müller à Otterlo 39 de ses peintures passées au noir. Elle intitule son exposition Je ne suis pas d’accord avec cette exposition. En 1995, elle ouvre une boutique Products of Chohreh Feyzdjou à Paris, afin de  disperser l’ensemble de sa production. Chohreh Feyzdjou meurt prématurément en 1996.
Son œuvre est montré à la Documenta 11 en 2002.
La totalité de la boutique et de son atelier est acheté en 2002 par le Centre national des arts plastiques pour le compte de l’État. Le CAPC de Bordeaux responsable de la collection découvre un ensemble inédit de dessins et de sculptures en tissu. Le CAPC organise une rétrospective en 2007, de cette artiste singulière.

## Expositions
- Je ne suis pas d’accord avec cette exposition, Musée Kröller-Müller, Otterlo, 1994
- Product of Chohreh Feyzdjou, galerie nationale du Jeu de paume, Paris, 1994
- Boutique Products of Chohreh Feyzdjou, Paris, 1995
- Tout art est en exil, CAPC, Bordeaux, 2007